# Las Delicias

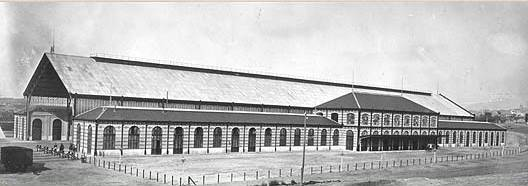
Estació de Delicias cap al 1880

Las Delicias és un dels barris administratius del districte d'Arganzuela, a Madrid. Té forma trapezoïdal i és al centre del districte, essent delimitat pels carrers de Bustamante i Ferrocarril al nord, Méndez Álvaro a l'est, Bolívar, Bronce i l'avinguda del Planetario al sud i els carrers d'Embajadores i Delicias a l'oest. Està envoltat pels barris, pertanyents al mateix districte, de Palos de la Frontera, Atocha, Legazpi, La Chopera i Las Acacias (en el sentit de les agulles del rellotge, començant pel nord). Dins del sistema actual de divisió de la ciutat, el districte d'Arganzuela té el codi 02 i Delicias el 25. Segons l'Anuario estadístico de 2006 de l'Ajuntament de Madrid, la població total del barri és de 25.550 habitants

## Història

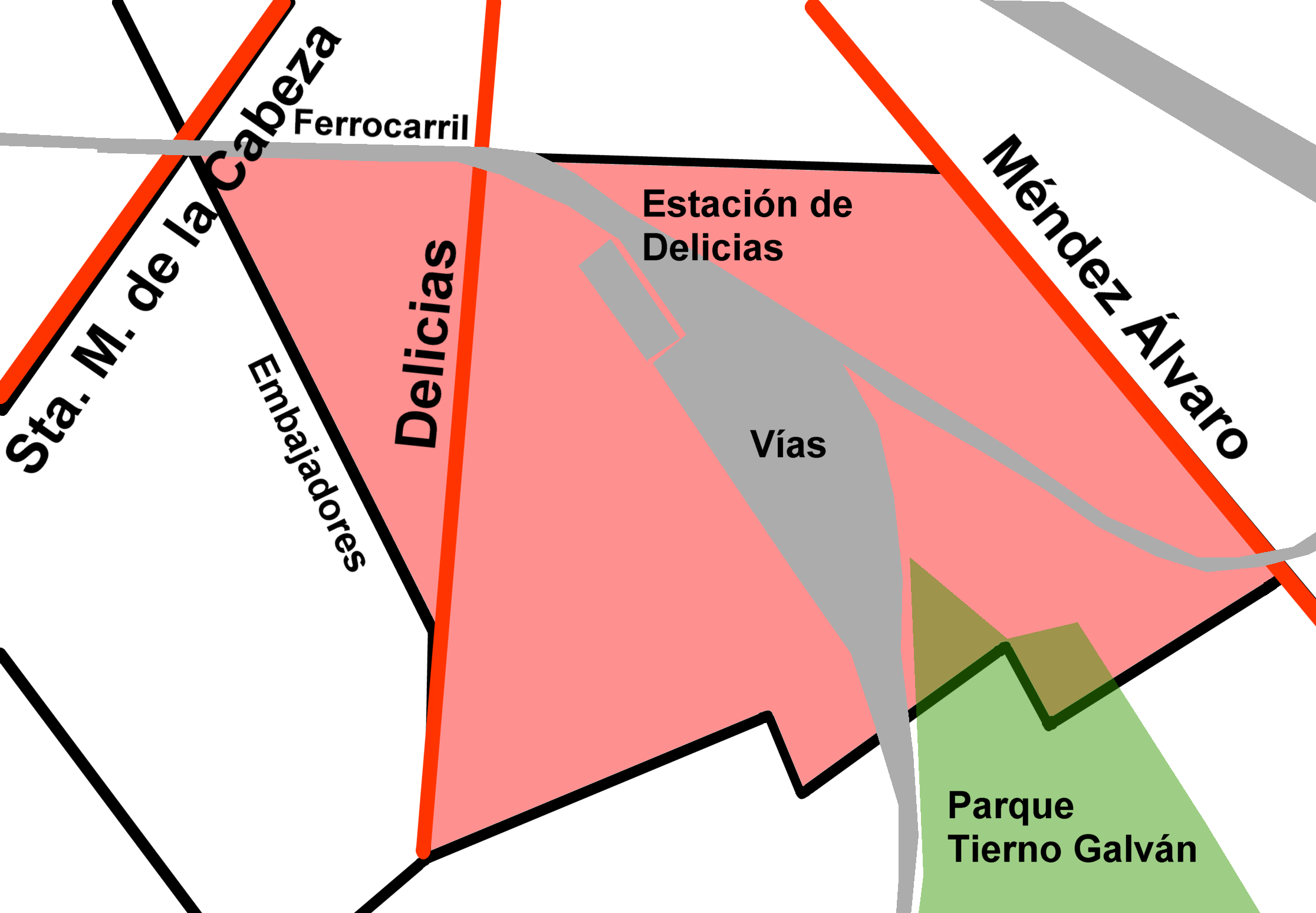
Mapa esquemàtic del barri amb els punts que condicionen la seva evolució històrica

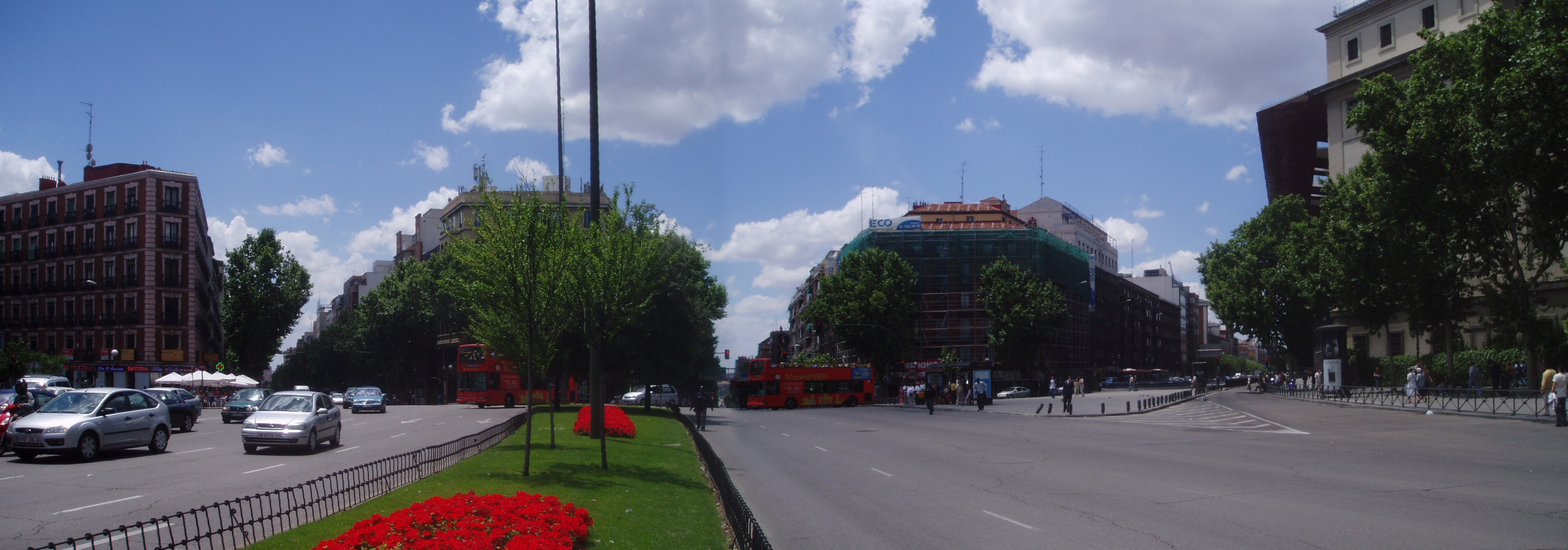
El passeig de las Delicias, el passeig de Santa María de la Cabeza i la ronda d'Atocha, carrers que formen el trident barroc del que conforma l'urbanisme del districte d'Arganzuela.

Fins a la segona meitat del segle xviii tota la zona estava sense urbanitzar, podent considerar-se una àrea rural. En època de Ferran VI es comencen a construir dos passejos flanquejats per dobles fileres d'arbres que condueixen cap al riu Manzanares. Aquestes avingudes es denominen ja "de les Delícies", nom que prenen del lloc al que conduïen, l'espai comprès al costat del canal del Manzanares, que transcorria paral·lel al riu i que era conegut com a Delicias del río.
Aquests passejos estan construïts sobre talussos de terra piconada més alts que el terreny circumdant, la qual cosa en el futur portaria problemes quan es començà a urbanitzar la zona, i corresponen a l'actual de les Delícies, que travessa el barri, i al de Santa María de la Cabeza, com s'observa en el primer pla important que recull el barri, el de N. Chalmandrier de 1761. Juntament amb la llavors amb prou feines incipient Ronda d'Atocha, formen el trident barroc que comença en l'actual plaça de l'Emperador Carlos V i serien acabats ja en època de Carles III per Joseph Salcedo. En aquest mapa també són visibles la que seria glorieta de Santa María de la Cabeza, límit nord-oriental de l'actual barri, i el rierol del Prado (o Carcabón o del Sud), provinent del Passeig del seu nom i que corria paral·lel al carrer de Méndez Álvaro, anomenada "camí de Vallecas". A la zona només hi havia llavors hortes, camins rurals, alguna casa aïllada i diverses posades, ja que és travessada pels camins que porten cap al sud i est de la península.
Però la intenció en crear aquests passejos no era urbanitzar la zona, sinó l'embelliment dels accessos a la ciutat i proporcionar un espai per a l'esplai de la població, d'aquí el nom de passejos. El barri va començar a sorgir realment com a tal a mitjan segle xix, vinculat a l'activitat generada per la primera estació de ferrocarril d'Atocha, inaugurada en 1851, i posteriorment, encara que en menor mesura, a la de Delicias, inaugurada en 1880. A poc a poc la zona es va ser ocupant amb infravivendes on hi vivien els molts treballadors que van acudir a la ciutat per treballar en les grans obres públiques, com el Canal d'Isabel II o l'esmentada Estació de Madrid - Puerta de Atocha.
A partir de 1860, amb l'aprovació del Pla d'Eixample de Madrid de Carlos María de Castro, comença la urbanització definitiva del barri, encara que aquesta es perllongaria durant encara moltes dècades. Durant tot aquest temps van conviure alguna cosa caòticament els antics terrenys agrícoles amb els nous edificis d'habitatges i les fàbriques que es van ser instal·lant a la zona a causa de la proximitat del ferrocarril.
El projecte original de Castro no es va dur a terme en tota la seva extensió. Havia previst l'eliminació dels passejos barrocs, conservant tan sols el de las Delicias per estar orientat en sentit nord-sud, ja que segons el seu ideal tots els carrers s'orientarien en aquesta direcció i d'est a oest per facilitar l'entrada de llum natural i la bona circulació de l'aire. No obstant això, els altres dos passejos, el de Santa María de la Cabeza i la Ronda d'Atocha, també van perviure. Així mateix, tampoc es va complir la seva idea que totes les mansanes tinguessin en el seu interior un pati enjardinat que abastés la meitat de l'extensió total. Encara al contrari, els propietaris van especular amb el terreny i en moltes ocasions van dividir les pomes en dues, amb carrerons intermedis, per ampliar l'edificabilitat. Tampoc es van seguir les seves propostes de dedicar un nombre determinat de mansanes a zona verda o que no se sobrepassessin les tres altures.
Una altra dada negativa per al barri va ser la construcció de la via fèrria de circumval·lació que unia l'estació de Príncipe Pío, dita llavors del Nord, amb la d'Atocha, perquè si bé va ser el motor per a la industrialització de la zona, també va provocar que tota la zona al sud de les vies, on cau la major part del barri, quedés aïllada del centre de la ciutat. Aquesta línia, que transcorria per l'actual carrer del Ferrocarril, no seria soterrada fins als anys vuitanta del segle xx.
Per tot això, encara a la fi del segle xix no s'havia acabat l'eixample en aquesta zona, proliferant així el sorgiment d'infravivendes freturoses de tota mena de serveis. Al barri de Delicias, només la part oest adquiriria finalment el traçat de quadrícula dissenyat per Castro, ja que la major part de les zones central i oriental va ser ocupada per l'estació de Deliciss i els seus terrenys limítrofs. El barri es va convertir en residència de les classes obreres i cap al 1880 Arganzuela era un dels districtes més poblats de Madrid, amb 15.000 persones.
En 1941, acabada la Guerra Civil, es prohibeix la construcció de noves indústries als veïns barris de Palos de la Frontera i Pacífico (districte de Retiro), per les quals es destina en exclusiva l'entorn del carrer Méndez Álvaro, on a poc a poc, formada pels baixadors ferroviaris de les diferents fàbriques, ha anat sorgint una nova estació denominada Delicias-Empalme. Les principals indústries són metal·lúrgiques, químiques, d'arts gràfiques, fàbriques de paper i cartró, fustereres, de construcció, alimentàries, tèxtils i de transport de mercaderies. No obstant això, en la part meridional del barri, entorn del carrer d'Ambaixadors, sí que sorgeixen habitatges.
Des de finals dels anys seixanta, amb el tancament de l'estació de Delícies al tràfic ferroviari, desapareixen els establiments hotelers del seu entorn i a poc a poc ho van fent també les indústries limítrofes a Méndez Álvaro. Aquest procés s'accelera a partir dels anys vuitanta. Des de llavors, el barri va començar a perdre definitivament el seu caràcter industrial en traslladar-se moltes fàbriques a la perifèria. En els terrenys alliberats es van començar a construir edificis residencials. El 1986 es va inaugurar el parc d'Enrique Tierno Galván, enclavat en la seva major part al veí barri de Legazpi però que la seva parteix nord-oest és dins de Delicias i s'uneix mitjançant un corredor verd, construït sobre les antigues vies, amb l'estació de Delicias, avui en desús i transformada en museu del ferrocarril. En aquest espai enjardinat, paral·lel al carrer del rector Eusebio Cuenca, només perviu una via ferroviària utilitzada pel museu.

## Turisme
El barri no és especialment turístic, encara que existeixen diversos edificis interessants, sobretot alguns d'arquitectura industrial, entre ells:
- Antiga fàbrica de cerveses El Águila, seu actualment de la Biblioteca Regional Joaquín Leguina i de l'Arxiu Regional de Madrid.
- Estació de Delicias, que alberga el Museu del Ferrocarril i una seu provisional del Museu Nacional de Ciència i Tecnologia d'Espanya
- Grup escolar Menéndez Pelayo, al carrer Méndez Álvaro, número 16.
- Institució Virgen del Pilar (Col·legi Ntra. Sra. de las Delicias), en el passeig de las Delicias, número 67.
- Planetari de Madrid, en el Parc Enrique Tierno Galván.
- Cinema IMAX al costat del Planetari.

## Transport
Metro
- Delicias
- Legazpi
- Méndez Álvaro
- Arganzuela-Planetario

Rodalies Renfe
- Delicias
- Méndez Álvaro